# Kurt Schupke
Kurt Walter Schupke (ur. 15 maja 1898, zm. 27 listopada 1948 w Krakowie) – zbrodniarz nazistowski, ostatni komendant niemieckiego nazistowskiego obozu koncentracyjnego Plaszow i SS-Oberscharführer.
Służbę w obozach koncentracyjnych rozpoczął w Buchenwaldzie. Następnie, w czasie II wojny światowej, kierował również gettem żydowskim w Rzeszowie oraz był komendantem getta w Sanoku, obozu pracy Zwangsarbeitslager Zaslaw, getta w Rzeszowie. Od 13 września 1944 do 15 stycznia 1945 był ostatnim komendantem obozu w Płaszowie (według innej wersji był strażnikiem tamże).
25 lutego 1947 został wydany do Polski przez władze amerykańskie. 18 czerwca 1948 został za zbrodnie wojenne i zbrodnie przeciw ludzkości skazany na karę śmierci przez Sąd Okręgowy w Krakowie. Wyrok wykonano przez powieszenie 27 listopada 1948.